# Наумов, Никита Викторович
Никита Викторович Наумов (бел. Мікіта Віктаравіч Навумаў; род. 15 ноября 1989, Витебск) — белорусский футболист, защитник клуба «Витебск».

## Биография
Родился 15 ноября 1989 года в Витебске. Сын витебского футболиста и тренера Виктора Альбертовича Наумова.
Футболом увлекся в раннем детстве, посещая игры и тренировки с участием отца. Начал заниматься футболом в витебской СДЮШОР № 6 под руководством таких тренеров, как Ровков, Матус, Шаворов, Ясинский. После расформирования группы 1989 года рождения перешёл заниматься в футбольную школу профсоюзов. В команде профсоюзов работал с тренерами Осташенко и Ковалевский. Выступал на позиции нападающего.
Окончив обучение, по рекомендациям Виталия Алещенко и Вячеслава Гормаша был принят в дублирующий состав новополоцкого «Нафтана», который тренировал Игорь Ковалевич.

### Клубная карьера
С 2007 играл за дублирующий состав новополоцкого «Нафтана», где переквалифицировался в центрального защитника. В 2009 году, вместе с командой стал бронзовым призёром чемпионата Беларуси среди дублеров.
Сезон 2010 провел в аренде в перволиговом «Полоцке». В сезон 2011 года стал привлекаться к играм основного состава «Нафтан». Дебютировал в основной команде 26 июня 2011 года, выйдя на замену в матче 13 тура чемпионата Беларуси против борисовского БАТЭ. Несмотря на это, во второй половине сезона с целью получения игровой практики снова был отдан в аренду «Полоцку».
В сезоне 2012 стал регулярно попадать в основу новополоцкого клуба. 20 мая вместе с командой стал победителем Кубка Беларуси, хотя был в запасе и в финале на поле не выходил. «Нафтан» обыграл футбольный клуб «Минск» (2:2, по пенальти — 4:3). Но принял участие в обеих играх второго квалификационного раунда Лиги Европы УЕФА против белградской «Црвены Звезды». В ответном матче забил третий гол «Нафтана», но это не помогло новополочанам пройти дальше (3:4, 3:3).
В 2013 закрепился в основном составе на позиции центрального защитника. В ноябре 2015 стало известно, что Никита входит в сферу интересов минского «Динамо».
В январе 2016 года из-за финансовых проблем клуба покинул «Нафтан». После исхода из «Нафтана» отправился на просмотр в «Белшину», однако в феврале стал игроком «Витебска». По итогам сезона команда закончила чемпионат на 6 месте, что является лучшим результатом за последние 7 лет. Сразу по окончании сезона подписал с клубом новый контракт.
В 2017 закрепился в основном составе, став одним из системообразующих игроков команды. В декабре был признан болельщиками «Витебска» лучшим игроком сезона 2017.
В январе 2018 проходил просмотр в клубе казахской Премьер-лиги «Акжайык», но в итоге остался в «Витебске».
В январе 2019 года подписал контракт с другим казахстанским клубом «Жетысу». Команда удачно стартовала в чемпионате с двух побед, а Наумов забил по голу в обоих матчах. В январе 2020 года продлил контракт с клубом. Исполнял обязанности капитана команды.
В январе 2021 года покинул «Жетысу» и вскоре подписал контракт с минским «Динамо». В декабре 2022 года покинул минское «Динамо».
В январе 2023 года появилась информация, что футболист может перейти в казахстанский «Атырау».
В январе 2024 года футболист вернулся в «Витебск».
Вошел в рейтинг 30 самых важных людей в суверенной истории ФК «Витебск».

### Карьера в сборных
В августе 2017 года впервые получил вызов в национальную сборную на матчи отборочного этапа Чемпионата мира 2018 против сборных Люксембурга и Швеции, однако на поле так и не вышел. Дебютировал 9 ноября 2017 выйдя в стартовом составе в товарищеском матче против сборной Армении.
В июле в составе сборной клубов Беларуси под руководством главного тренера национальной сборной Игоря Криушенко принял участие в турнире «Кубок Короля», на котором команда заняла 2 место, уступив в финале хозяевам турнира, сборной Таиланда, в серии послематчевых пенальти. Выходил на поле в обоих матчах, но результативными действиями не отметился.
| №  | Дата            | Оппонент          | Счёт | Голы | Пасы | Карточки | Минуты | Соревнование                  |
| -- | --------------- | ----------------- | ---- | ---- | ---- | -------- | ------ | ----------------------------- |
| 1  | 9 ноября 2017   | Армения           | 1:4  | —    | —    | 28'      | 82'    | Товарищеский матч             |
| 2  | 8 июня 2019     | Германия          | 0:2  | —    | —    | —        | 90'    | Отбор ЧЕ-2020 (группа C)      |
| 3  | 11 июня 2019    | Северная Ирландия | 0:1  | —    | —    | —        | 90'    | Отбор ЧЕ-2020 (группа C)      |
| 4  | 6 сентября 2019 | Эстония           | 2:1  | 48′  | —    | 65'      | 90'    | Отбор ЧЕ-2020 (группа C)      |
| 5  | 13 октября 2019 | Нидерланды        | 1:2  | —    | —    | 90'      | 90'    | Отбор ЧЕ-2020 (группа C)      |
| 6  | 16 ноября 2019  | Германия          | 0:4  | —    | —    | —        | 90'    | Отбор ЧЕ-2020 (группа C)      |
| 7  | 4 сентября 2020 | Албания           | 0:2  | —    | —    | —        | 90'    | Лига наций 2020/2021 (Лига C) |
| 8  | 7 сентября 2020 | Казахстан         | 2:1  | —    | —    | —        | 90'    | Лига наций 2020/2021 (Лига C) |
| 9  | 8 октября 2020  | Грузия            | 0:1  | —    | —    | 33'      | 90'    | Лига наций 2020/2021 (Лига C) |
| 10 | 14 октября 2020 | Казахстан         | 2:0  | —    | —    | —        | 90'    | Лига наций 2020/2021 (Лига C) |
| 11 | 11 ноября 2020  | Румыния           | 3:5  | —    | —    | 19'      | 46'    | Товарищеский матч             |
| 12 | 27 марта 2021   | Эстония           | 4:2  | —    | —    | —        | 90'    | Отбор ЧМ-2022 (Группа E)      |
| 13 | 30 марта 2021   | Бельгия           | 0:8  | —    | —    | —        | 90'    | Отбор ЧМ-2022 (Группа E)      |
| 14 | 13 ноября 2021  | Уэльс             | 1:5  | —    | —    | —        | 90'    | Отбор ЧМ-2022 (Группа E)      |

Итого: сыграно матчей: 14 / забито голов: 1; победы: 4, ничьи: 0, поражения: 10.

## Достижения
«Нафтан»
- Обладатель Кубка Беларуси: 2011/12

## Статистика
| Сезон    | Дивизион | Клуб           | Матчи | Голы |
| -------- | -------- | -------------- | ----- | ---- |
| 2007     | дубль    | Нафтан         | 10    | 0    |
| 2008     | дубль    | Нафтан         | 29    | 2    |
| 2009     | дубль    | Нафтан         | 25    | 0    |
| 2010     | Д2       | Полоцк         | 27    | 3    |
| 2011 (1) | Д1       | Нафтан         | 3     | 0    |
| 2011 (2) | Д2       | Полоцк         | 13    | 2    |
| 2012     | Д1       | Нафтан         | 21    | 0    |
| 2013     | Д1       | Нафтан         | 29    | 2    |
| 2014     | Д1       | Нафтан         | 30    | 0    |
| 2015     | Д1       | Нафтан         | 24    | 1    |
| 2016     | Д1       | Витебск        | 20    | 1    |
| 2017     | Д1       | Витебск        | 29    | 1    |
| 2018     | Д1       | Витебск        | 28    | 3    |
| 2019     | Д1       | Жетысу         | 30    | 4    |
| 2020     | Д1       | Жетысу         | 17    | 0    |
| 2021     | Д1       | Динамо (Минск) | 19    | 2    |